# اوسوئی سادامیتسو

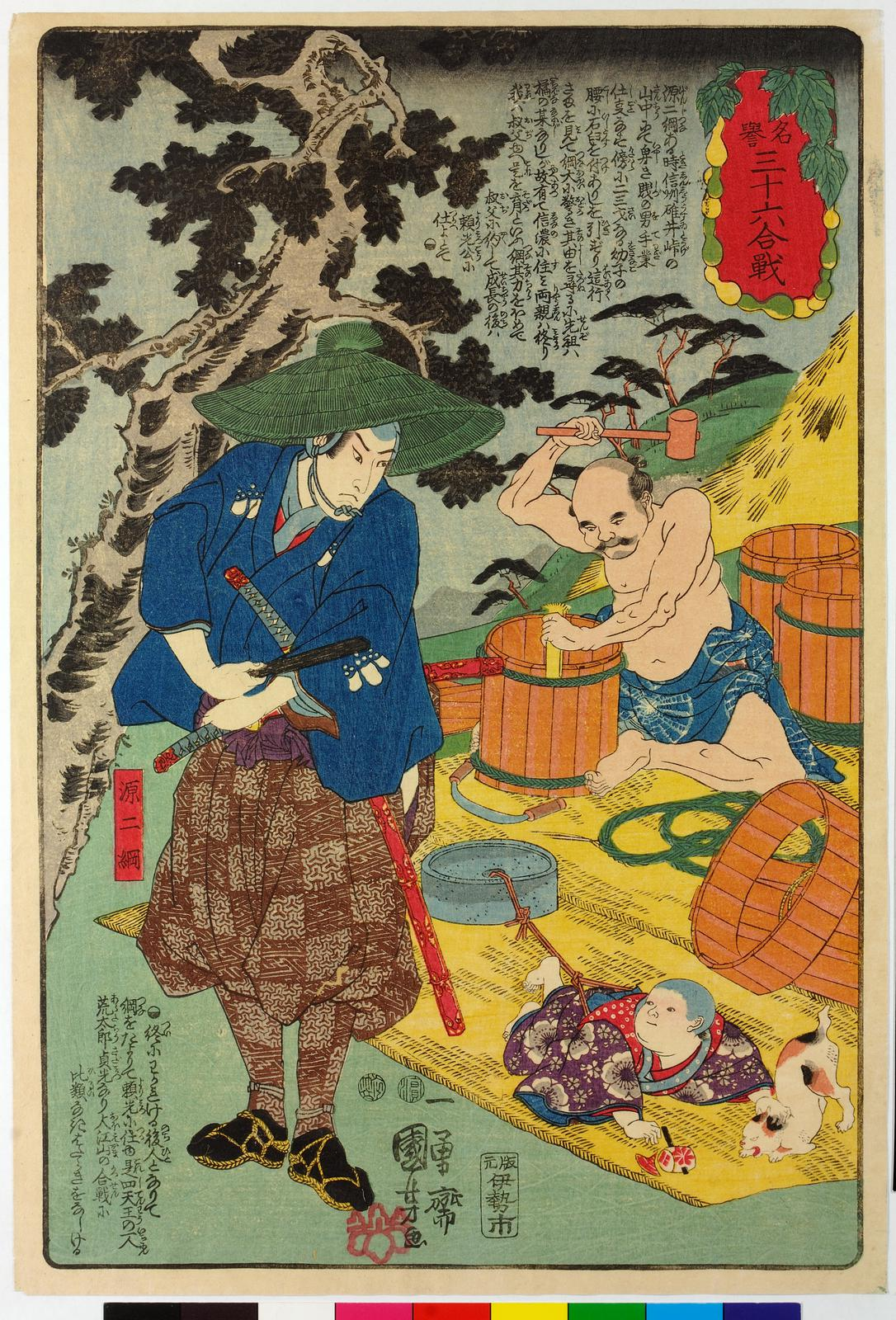
اوسوئی سادامیتسو

اوسوی سادامیتسو (碓井貞光)، یکی از جنگجویان اواسط دوره هی آن محسوب می شد. نام رسمی او تایرا نو تادامیچی (平忠通) می باشد.
بر طبق داستان اوتوگیزوشی که چند قرن بعد از دوران او نقل شده، سادامیتسو یکی از چهار یاور و ملازم و محافظ ِ قهرمان افسانه ای ژاپن، یعنی میناموتو نو رایکو بود. سادامیتسو همچنین به عنوان یکی از چهار نگهبان پادشاهان که تحت نظر رایکو بودند نیز، شناخته شده است. نام وی همچنین متناوبا، در کونجاکو مونوگاتاری به عنوان یکی از سه نگاهبان رایکو، فهرست شده است. از آن جمله در داستان عنکبوت زمینی، که شرح آن در افسانه رایکو آمده است، سادامیتسو شخصا محافظت از رایکو را بر عهده داشت و زمانی که وی متحمل درد و رنج ناشی از بیماری مرموزی شده بود، وی را همراهی می کرد. سادامیتسو همچنین در آثار هنری و کابوکی های ژاپنی (نوعی نمایشنامه ژاپنی)، مکرراً به تصویر کشیده شده است. زمانی هم سادامیتسو را به صورت یک زن در اکثر رسانه ها به تصویر می کشیدند.